# Ешфорд (Коннектикут)
Ешфорд (англ. Ashford) — місто (англ. town) в США, в окрузі Віндем штату Коннектикут. Населення — 4191 особа (2020).

## Демографія
Згідно з переписом 2010 року, у місті мешкало 4317 осіб у 1716 домогосподарствах у складі 1170 родин. Було 1903 помешкання
Расовий склад населення:
| - 94,1 % — білих - 1,3 % — азіатів - 1,0 % — чорних або афроамериканців - 0,4 % — корінних американців - 1,1 % — осіб інших рас |

До двох чи більше рас належало 2,1 %. Частка іспаномовних становила 3,5 % від усіх жителів.
За віковим діапазоном населення розподілялося таким чином: 22,1 % — особи молодші 18 років, 66,8 % — особи у віці 18—64 років, 11,1 % — особи у віці 65 років та старші. Медіана віку мешканця становила 42,1 року. На 100 осіб жіночої статі у місті припадало 97,3 чоловіків;  на 100 жінок у віці від 18 років та старших — 95,7 чоловіків також старших 18 років.
Середній дохід на одне домашнє господарство  становив 82 182 долари США (медіана — 68 846), а середній дохід на одну сім'ю — 103 802 долари (медіана — 96 083). Медіана доходів становила 66 091 долар для чоловіків та 51 858 доларів для жінок. За межею бідності перебувало 12,2 % осіб, у тому числі 17,9 % дітей у віці до 18 років та 7,3 % осіб у віці 65 років та старших.
Цивільне працевлаштоване населення становило 2153 особи. Основні галузі зайнятості: освіта, охорона здоров'я та соціальна допомога — 28,6 %, виробництво — 12,5 %, роздрібна торгівля — 10,5 %, мистецтво, розваги та відпочинок — 9,3 %.